# 程氏宅
程氏宅位于中国安徽省黄山市黟县城内泮邻街，建于明万历后期，呈前后三间二楼的布局，前后厅设有天井，入口设于东北侧山墙上，北向，大门采用方砖贴面、钉成斜方格形，并以铁皮压缝包边，故俗称铁皮门大屋。其轩敞的楼厅呈现有长江下游明代民居建筑的特征，现状已闲置。